# Seznam filadelfských řeckokatolických biskupů a arcibiskupů
Toto je seznam eparchů a archieparchů Ukrajinské řeckokatolické církve ve Filadelfii:

## Ordináři pro věřící východních ritů v USA
- Soter Stephen Ortynsky de Labetz O.S.B.M. (1907 - 1916)

## Apoštolští exarchové Spojených států
- Kostantyn Bochaczewśkyj (1924 - 1961)

## Archieparchové filadelfští
- Ambrozij Andrew Senyshyn, O.S.B.M. (1961 - 1976)
- Josip Šmonďuk (1977 - 1978)
- Miroslav Ivan Ljubačivskij (1979 - 1980)
- Stephen Sulyk (1980 - 2000)
- Stephen Soroka, (29. listopadu 2000-2019
- Boris Andrij Gudziak od 18. února 2019